# Història de Solidarność
Solidarność o Solidaritat ( Solidarność (?·pàg.) polonès) és un Sindicat Professional no governamental polonès que va començar el 14 d'agost de 1980, a les Drassanes de Lenin (ara conegudes com a drassanes de Gdańsk) i va ser fundat per Lech Walesa juntament amb altres persones. A principis dels anys 80, va esdevenir el primer sindicat professional independent en el país del bloc soviètic. Solidaritat va donar lloc a un moviment no violent, anticomunista social i, en el seu apogeu, va arribar a tenir 9,4 milions d'afiltats. Es considera que va contribuir, en gran manera, a la caiguda del comunisme.
El govern comunista del país va intentar destruir el sindicat el 1981 per mitjà de l'establiment de la Llei marcial, seguida d'anys de repressió política, tot i que, finalment, va ser forçat a iniciar una negociació amb el aquest. Els Acords de la Taula Rodona entre el govern i l'oposició van acabar amb unes eleccions generals semi-lliures el 1989. A finals d”agost de 1989, s'havia format un govern de col·lisió liderat per Solidaritat. El desembre de 1990, Walesa fou elegit president. Poc després, es va continuar amb el desmantellament del sistema governamental comunista i amb la transformació de Polònia en un estat modern democràtic. La supervivència de Solidaritat va significar el trencament de la ferma postura del Partit Obrer Unificat polonès (PZPR), cosa que va suposar un esdeveniment sense precedents; no només per la República Popular de Polònia -que pertanyia a l'àrea d'influència de la URSS governat per un únic règim comunista- sinó també per tot el Bloc Oriental. L'exemple de Solidaritat va contribuir a la propagació d'idees i moviments anticomunistes a tot el Bloc Oriental, debilitant els governs comunistes. Aquest procés va culminar, més endavant, en les conegudes com a Revolucions del 1989.
Durant els anys 90 es va disminuir la influència de Solidaritat a l'escena política de Polònia. El 1996, es va fundar un braç polític del moviment «Solidaritat», Aliança Democràtica de la Dreta (AWS), que guanyaria les eleccions poloneses parlamentàries el 1997, i només perdria les subsegüents, el 2001. Des de llavors, Solidaritat ha tingut poca influència com a partit polític, tot i que es va convertir en el sindicat més important de Polònia.

## Arrels pre-1980
En les dècades de 1970 i 1980, l'èxit inicial de Solidaritat, en general, va ser alimentat per una forta crisis que s'intensificava en les societats d”estil soviètic. Hi ha haver un deteriorament moral, amb l”empitjorament de les condicions econòmiques (economia de penúria) i les tensions en augment de la Guerra Freda. Després d'un breu període, des del 1975, les polítiques del govern polonès liderat pel Primer Secretari del Partit, Edward Gierek, van precipitar l”enfonsament cap a una creixent depressió degut a l”augment del deute extern. El juny de 1976, van tenir lloc les primeres vagues obreres que van causar incidents violents en fàbriques a Plock, Radom i al districte de Ursus, a Varsòvia. Quan aquests incidents foren apaivagats pel govern, el moviment obrer va rebre el suport de dissidents intel·lectuals, molts d”ells associats amb el Comitè de Defensa dels Obrers (en polonès: Komitet Obrony Robotników, abreviat KOR) creat el 1976. L'any següent, KOR for anomenat Comitè per a l'autodefensa social (KSS-KOR).
El 16 d'octubre de 1978, el bisbe de Cracòvia, Karol Wojtyła, fou elegit Papa Joan Pau II. Un any més tard, durant el seu pelegrinatge a Polònia, els seus seguidors foren ateses per milers dels seus compatriotes. El Papa va demanar respecte a les tradicions nacionals i religioses i va advocar per la llibertat i els drets humans, mentre denunciava la violència. Per a molts polonesos, ell representava una força espiritual i moral que podia plantar cara a les forces materials brutes: era el líder pel canvi, i es convertí en un símbol important -i partidari- dels canvis que vindrien.

## Les primeres vagues (1980)
Les vagues no van ocórrer només degut els problemes que havien sorgit poc abans del malestar laboral, sinó també per les dificultats governamentals i econòmiques que es dataven des de feia una dècada. El juliol de 1980, el govern d'Edward Gierek va fer front a una crisi econòmica i va decidir augmentar els preus mentre que disminuïa l”augment dels salaris. Immediatament, van succeir una sèrie de vagues i l'ocupació de diverses fàbriques, la qual cosa va donar lloc a les principals vagues a l'àrea de Lublin. La primera vaga va començar el 8 de juliol de 1980 a la Fàbrica Aeroespacial Estatal de Świdnik. Tot i que aquest moviment no s'havia coordinat prèviament de manera central, els treballadors havien desenvolupat una xarxa d'informació que difonia les notícies sobre la lluita. Un «grup dissident» del Comitè de Defensa dels Obrers (KOR), que havia estat originalment fundat el 1976 per organitzar ajudes a obrers que foren víctimes, va atraure a petits grups de militants de la classe obrera en els principals centres industrials. A les Drassanes de Gdańsk, l'acomiadament de la popular operadora de grues i activista, Anna Walentynowicz, va donar lloc a que treballadors indignats prenguessin mesures legals.
El 14 d'agost, els treballadors d”aquestes drassanes iniciaren una vaga organitzada pel Sindicat Lliure de la Costa (Wolne Związki Zawodowe Wybrzeża). Els obrers foren liderats per l”electricista Lech Walesa, un ex-treballador de les drassanes que havia estat acomiadat el 1976. El comitè de vagues exigia tornar a contractar Walentynowicz i Wałęsa, així com el respecte dels drets dels treballadors i altres preocupacions socials. A més a més, sol·licitaren la construcció d'un monument pels treballadors que havien estat assassinats el 1970, així com per la legalització dels sindicats independents. Els treballadors van poder fer coincidir la vaga amb el Festival de la Cançó d'Intervisió, que atreia a molts periodistes internacionals.
El govern polonès va imposar la censura i els mitjans de comunicació van fer poc ressò dels disturbis laborals esporàdics de Gdańsk, i com a precaució, totes les connexions telefòniques entre la costa i la resta de Polònia foren tallades. No obstant això, el govern no va aconseguir aturar la informació: es va propagar una onada de "Samizdat", incloent el diari Robotnik (el Treballador), i rumors, juntament amb les transmissions de Ràdio Free Europe que penetraven la Cortina de Ferro, assegurant que les idees del moviment emergent Solidaritat foren ràpidament difoses.
El 16 d'agost, les delegacions d”altres comitès de vagues arribaren a les drassanes. Els delegats (Bogdan Lis, Andrzej Gwiazda i altres) juntament amb altres vaguistes de les drassanes, acordaren la creació d'un Comitè de vagues Interempresarial (Międzyzakładowy Komitet Strajkowy, or MKS). El 17 d'agost, capellà Henryk Jankowski, va dur a terme una missa a fora de l”entrada de la drassana, en la qual es van presentar 21 demandes de la MKS. La llista, més enllà dels assumptes purament locals, va començar amb una demanda per nous sindicats independents, i va continuar amb el reclam per una rebaixa de la censura, el dret de vaga i nous drets per a l'església, l'alliberació dels presoners polítics i millores en el servei nacional de la salut.
L'endemà una delegació d”intel·ligència de KOR juntament amb Tadeusz Mazowiecki, va arribar per oferir ajuda amb les negociacions. Un diari clandestí, Solidarność, produït per la impremta de la drassana, i amb l”ajuda dels intel·lectuals de KOR, va aconseguir un llançament de 30,000 còpies. Mentrestant, la cançó de protesta de Kaczmarski, Mury (Murs), va guanyar popularitat entre els treballadors. El 18 d'agost, la drassana de Szczecin es va unir a la vaga sota el lideratge de Marian Jurczyk. Un terratrèmol de vagues va colpejar la costa, i va donar lloc al tancament de ports i l'aturada de l'economia. Amb l'ajuda de KOR i el suport de molts intel·lectuals, els treballadors que ocuparen les fàbriques, mines i drassanes de tota Polònia van unir forces. En pocs dies, unes 200 fàbriques i empreses s”havien unit al comitè de vaga. El 21 d'agost, la major part de Polònia ja havia estat afectada per les vagues, des de les drassanes de la costa fins a les mines de la regió metropolitana de Silesia Superior (a l'Alta Silesia, la ciutat de Jastrzębie-Zdrój va esdevenir el centre de les vagues, amb un comitè separat que s'havia organitzat allà (vegeu les vagues de Jastrzębie-Zdrój el 1980). Cada vegada es formaren més nous sindicats que s'uniren a la federació.
Gràcies al suport popular a l'interior de Polònia, així com al suport internacional i a la cobertura mediàtica, els treballadors de Gdansk van resistir fins que el govern va accedir a les seves demandes. El 21 d'agost, una comissió governamental (Komisja Rządowa) que incloïa a Mieczysław Jagielski va arribar a Gdansk, mentre que una altra comissió amb Kazimierz Barcikowski va ser enviada a Szczecin. El 30 i 31 d'agost i el 3 de setembre, els representants dels obrers i el govern van signar un acord que ratificava moltes de les demandes dels obrers, incloent el dret a la vaga. Aquest acord fou conegut com l'Acord d'Agost o de Gdansk (Porozumienia sierpniowe). Es van firmar altres acords a Szczecin (el 30 d”agost, l”acord de Szczecin) i el 3 de setembre, el de Jastrzębie-Zdrój. Fou anomenat Acord de Jastrzębie (Porozumienia jastrzebskie), encara que és considerat com a part de l'acord de Gdansk. Encara que els temes es referien als sindicats, l'acord va permetre als ciutadans introduir canvis democràtics dins de l'estructura política comunista i va ser vist com un primer pas cap al desmantellament del monopoli del poder del Partit Obrer Unificat Polonès. Les majors preocupacions dels obrers van ser l'establiment d'un sindicat independent del control del partit comunista i el reconeixement del dret legal a la vaga. En canvi, les necessitats dels treballadors no rebrien una clara representació. Una altra conseqüència de l'acord de Gdansk va ser el reemplaçament, el setembre de 1980, d'Edward Gierek per Stanisław Kania en el càrrec de Primer Secretari del Partit.

## La primera etapa de Solidaritat (1980-1981)
Animats per l'èxit de les vagues d'agost, el 17 de setembre, els representants dels sindicats, incloent Lech Wałęsa, van formar un sindicat a nivell nacional, Solidaritat (Niezależny Samorządny Związek Zawodowy (NSZZ) Solidarność). Fou el primer sindicat independent en un país del bloc soviètic. El seu nom va ser suggerit per l'historiador Karol Modzelewski i el seu famós logo va ser concebut per Jerzy Janiszewski, dissenyador de molts pòsters relacionats amb Solidaritat. Els poders suprems del nou sindicat van ser conferits a un cos legislatiu, la Convenció de Delegats (Zjazd Delegatów). La branca executiva va ser la Comissió Coordinadora Nacional (Krajowa Komisja Porozumiewawcza), més tard anomenada la Comissió Nacional (Komisja Krajowa). El sindicat tenia una estructura regional que comprenia 38 regions (region) i dos districtes (okręg). El 16 de desembre de 1980, el Monument als treballadors de la drassana caiguts el 1970 va ser descobert a Gdańsk, i el 28 de juny de 1981, un altre monument va ser descobert a Poznan, el qual commemorava les protestes de Poznań de 1956. El 15 de gener de 1981, una delegació del sindicat Solidaritat, incloent Lech Wałęsa, es va reunir a Roma amb el Papa Joan Pau II. Del 5 al 10 de setembre i del 26 de setembre al 7 d'octubre, va tenir lloc el primer congrés nacional de Solidaritat i Lech Wałęsa va ser elegit el seu president. L'últim acord del congrés va ser adoptat pel programa republicà Una República auto-governable.
Mentrestant, Solidaritat s'havia transformat com un moviment social o, més específicament, un moviment revolucionari. Durant els 500 dies que van seguir a l'acord de Gdansk, 9-10 milions d'obrers, intel·lectuals i estudiants s”hi van unir i també a les seves suborganitzacions, com el sindicat estudiantil independent (Niezależ*ne Zrzeszenie Studentów, creat el setembre de 1980), el sindicat independent d'agricultors (NSZZ Rolników Indywidualnych Solidarność, creat el maig de 1981) i el sindicat independent d'artesans. Va ser l'única vegada en la història que un quart de la població polonesa (aproximadament el 80% del total de la força laboral a Polònia) s'havia unit voluntàriament a una única organització. La Història ens ha ensenyat que no hi ha pa sense llibertat, sostenia el programa de Solidaritat un any més tard. El que teníem al cap no només era pa, mantega i salsitxes, sinó també justícia, democràcia, veritat, legalitat, dignitat humana, llibertat de conviccions i la reparació de la república. Tygodnik Solidarność, un diari publicat per Solidaritat, va ser creat l'abril de 1981.
Usant les vagues i altres accions de protestes, Solidaritat va procurar forçar el canvi en les polítiques governamentals. En alguns casos, com a Bielsko-Białun, Solidaritat va aconseguir forçar oficials corruptes del govern a perdre les seves feines Al mateix temps, es va anar amb compte a no usar la força o la violència, per tal d”evitar donar-li al govern qualsevol excusa per a involucrar les forces de seguretat. Després que 27 membres de Solidaritat de Bydgoszcz fossin copejats el 19 de març, el 27 de març, una vaga de quatre hores, que va involucrar a mig milió de persones, va paralitzar el país. Aquesta va ser la vaga més multitudinària en la història del Bloc de l'Est i va forçar al govern a prometre una recerca sobre les càrregues. Aquesta concessió i l'acord de Wałęsa per a diferir més vagues va provocar un revés al moviment, quan va amainar l'eufòria que s'havia estès a la societat polonesa. No obstant això, el Partit Comunista Polonès —el Partit Obrer Unificat Polonès (PZPR)— havia perdut el seu control total sobre la societat.
Però, mentre Solidaritat estava llesta per a reprendre les negociacions amb el govern, els comunistes polonesos no estaven segurs de què fer, per la qual cosa donaven declaracions buides i esperaven el moment oportú. Amb l'antecedent d'una escassa i deteriorada economia comunista i la falta de voluntat de negociar seriosament amb Solidaritat, va quedar clar que el govern comunista hauria de sufocar el moviment de Solidaritat com a única manera de resoldre el punt mort o encarar una situació veritablement revolucionària. L'ambient era cada vegada més tens, amb diferents seccions locals que duien a terme un nombre creixent de vagues sense cap coordinació, així com protestes al carrer, com per exemple, les manifestacions de fam d'Estiu de 1981, en resposta al empitjorament de la situació econòmica. El 3 de desembre, Solidaritat va anunciar que es realitzaria una vaga de 24 hores si el govern concedia poders addicionals per a suprimir la dissensió i que una vaga general seria declarada si aquells poders eren usats.

## La llei marcial (1981-1983)
Després de l'acord de Gdansk, el govern polonès estava sota una gran pressió per part de la Unió Soviètica per a prendre accions i enfortir la seva posició. Stanisław Kania era vist a Moscou com a massa independent i el 18 d'octubre de 1981, el Comitè del Partit Central el va posar en la minoria. Kania va perdre el seu lloc com a Primer Secretari i va ser reemplaçat pel Primer Ministre (i Ministre de Defensa) general Wojciech Jaruzelski, que va adoptar una política de mà dura.
El 13 de desembre de 1981, Jaruzelski va començar a prendre mesures dràstiques sobre Solidaritat declarant la llei marcial i creant un Consell Militar de Salvació Nacional (Wojskowa Rada Ocalenia Narodowego o WRON). Els líders de Solidaritat, reunits a Gdansk, van ser arrestats i aïllats en instal·lacions vigilades pel Servei de Seguretat (Słożba Bezpieczeń*stwa o SB), i uns 5.000 simpatitzants de Solidaritat van ser arrestats durant la nit. La censura es va expandir i les forces militars van aparèixer als carrers. Van tenir lloc unes cent vagues i ocupacions, principalment a les grans fàbriques i a diverses mines de carbó a Silèsia, però van ser controlades per la força de xoc paramilitar ZOMO. Una de les manifestacions més grans va tenir lloc el 16 de desembre de 1981 a la mina de carbó de Wujek a Katowice, on les forces governamentals van obrir foc als manifestants, matant a 9 persones i ferint-ne greument a 22. L'endemà, durant una protesta a Gdansk, les forces governamentals van obrir novament foc als manifestants, matant a una persona i ferint-ne a dues. El 28 de desembre de 1981, les vagues havien cessat i Solidaritat semblava haver estat incapacitat. L'última vaga de 1981 va acabar el 28 de desembre i es va dur a terme a la mina de carbó de Piast, al poble de Bieruń, a l'Alta Silèsia. Va ser la vaga que va tenir lloc sota terra més extensa en la història de Polònia, durant 14 dies. Uns 2.000 miners la van iniciar el 14 de desembre, anant a 650 metres sota terra. La meitat dels que la van iniciar es va quedar fins a l'últim dia. Morts de fam, es van rendir després que les autoritats militars els prometessin que no serien processats. El 8 d'octubre de 1982, el sindicat Solidaritat va ser il·legalitzat i prohibit.
El ventall de suport de Solidaritat era únic: cap altre moviment en el món era recolzat per Ronald Reagan, Santiago Carrillo, Enrico Berlinguer i el Papa Joan Pau II, Margaret Thatcher i Tony Benn; activistes pacifistes i portaveus de l'OTAN, cristians i europeu-occidentals, conservadors, liberals i socialistes. La comunitat internacional fora de la Cortina de Ferro va condemnar les accions de Jaruzelski i va declarar donar suport a Solidaritat; per a aquest propòsit, es van formar organitzacions com la Campanya de Solidaritat Polonesa a Gran Bretanya. El president dels Estats Units, Ronald Reagan, va imposar sancions econòmiques a Polònia que eventualment forçarien al govern polonès a liberalitzar les seves polítiques. Mentrestant, la CIA juntament amb l'Església catòlica i diversos sindicats occidentals, tals com la AFL-CIO, van proveir fons, equips i conselleria a les activitats clandestines de Solidaritat. L'aliança política de Reagan amb el Papa demostraria ser important per al futur de Solidaritat. El públic polonès també donava suport el que quedava de Solidaritat: un mitjà important per a manifestar el suport a Solidaritat van ser les misses celebrades per sacerdots, com Jerzy Popiełuszko.
A part de les autoritats comunistes, Solidaritat era també rebutjat per alguns de la dreta radical polonesa (émigré), pensant que Solidaritat o KOR eren grups comunistes disfressats, dominats pel jueu Trotskyite Zionists. El juliol de 1983, la llei marcial era formalment aixecada, encara que molts van elevar controls per sobre de les llibertats civils i la vida política, així com el racionament d'aliments, des de la meitat fins a finals dels 1980s

## Solidaritat en la clandestinitat (1982-1988)
Gairebé immediatament després que la cúpula legal de Solidaritat va fos arrestada, van començar a sorgir estructures clandestines. El 12 d'abril de 1982, ràdio Solidaritat va començar les seves transmissions. El 22 d'abril, Zbigniew Bujak, Bogdan Lis, Władysław Frasyniuk i Władysław Hardek van crear una Comissió coordinadora interina (Tymczasowa Komisja Koordynacyjna) que serviria com a lideratge clandestí de Solidaritat. El 6 de maig, es va crear una altra organització clandestina de Solidaritat, la Comissió coordinadora regional NSSZ "S" (Regionalna Komisja Koordynacyjna NSZZ S) per Bogdan Borusewicz, Aleksander Hall, Stanisław Jarosz, Bogdan Lis i Marian Świtek. El juny de 1982, es va crear l'organització Lluitant per Solidaritat (Solidarność Walcząca).
A mitjans de la dècada de 1980, Solidaritat es va perseverar com una organització exclusivament clandestina. Els seus activistes eren perseguits pel Servei de Seguretat (SB), però aconseguiren reposar-se. L'1 de maig de 1982, una sèrie de protestes antigovernamentals van reunir a centenars de participants a Cracòvia, Varsòvia i Gdansk. El 3 de maig, van tenir lloc més protestes durant les celebracions de la Constitució del 3 de maig. Aquell dia, els serveis secrets comunistes van assassinar quatre manifestants, tres d'ells a Varsòvia i un a Wrocław.
Una altra onada de manifestacions va ocórrer el 31 d'agost de 1982, en el primer aniversari de l'Acord de Gdansk. (veure 31 d'Agost, 1982, manifestacions a Polònia). Tots junts aquell dia sis manifestants van ser assassinats, tres d'ells a Lubin, un a Kielce, a Wrocław i un altre a Gdańsk. Una altra persona va ser assassinada aquell dia, durant una manifestació a Częstochowa. A més a més, es van succeir vagues a Gdansk i a Nowa Huta entre l'11 i el 13 d'octubre. A Nowa Huta, un estudiant de 20 anys, Bogdan Wlosik, va ser tirotejat per un oficial del servei secret.
El 14 de novembre de 1982, Lech Wałęsa va ser alliberat. No obstant això, el 9 de desembre la SB va dur a terme una gran operació en contra de Solidaritat, en la qual van arrestar a més de 10.000 activistes. El 27 de desembre, els recursos de Solidaritat van ser transferits per les autoritats a un sindicat pro-govern, l'Aliança Polonesa de Sindicats (Ogólnopolskie Porozumienie Zwią*zków Zawodowych o OPZZ). No obstant això, Solidaritat estava lluny de ser derrotada. A principis de 1983, l'organització clandestina tenia més de 70.000 membres, les activitats de les quals incloïen la publicació de més de 500 diaris clandestins. Durant la primera meitat de 1983, les protestes al carrer eren freqüents. L'1 de maig, dues persones van ser assassinades a Varsòvia i una a Wrocław Dos dies més tard, uns altres dos manifestants van ser assassinats a Varsòvia.
El 22 de juliol de 1983, la llei marcial va ser aixecada i es va atorgar amnistia a molts membres de Solidaritat empresonats, que van ser alliberats. El 5 d'octubre, Wałęsa va rebre el Premi Nobel de la Pau. Tot i així, el govern polonès es va negar a emetre-li un passaport per a viatjar a Oslo; el premi va ser recollit en nom seu per la seva esposa. Més tard, va resultar que la SB havia preparat documents falsos que acusaven a Wałęsa de realitzar activitats immorals i il·legals, documents que havien estat lliurats al comitè del Premi Nobel en un intent de deixar sense suport la seva nominació.
El 19 d'octubre de 1984, un popular sacerdot a favor de Solidaritat va morir. Quan els fets es van conèixer, milers de persones van declarar la seva solidaritat amb el sacerdot assassinat assistint al seu funeral, que es va dur a terme el 3 de novembre de 1984. El govern va tractar de suavitzar la situació alliberant a milers de presoners polítics; no obstant això, un any més tard, es va iniciar una nova onada de detencions Frasyniuk, Lis i Adam Michnik, membres de la S clandestina, van ser arrestats el 13 de febrer de 1985, processats i sentenciats a diversos anys de presó per cometre atacs terroristes a Polònia i a la seva gent.

## La segona etapa de Solidaritat (1988-1989)
L'11 de març de 1985, el poder a la Unió Soviètica va recaure en mans de Mijaíl Gorbatxov. La situació econòmica empitjorava en tot el Bloc de l'Est, incloent la Unió Soviètica. Juntament amb altres factors, aquesta situació va forçar a Gorbatxov a realitzar diverses reformes, no solament en el camp econòmic (Uskoréniye) sinó també en el polític i social (Glàsnost i Perestroika). Aviat, les polítiques de Gorbatxov van causar un canvi pel que fa a les polítiques dels satèl·lits soviètics, incloent la República Popular de Polònia.
L'11 de setembre de 1986, 225 presoners polítics polonesos van ser alliberats —els últims dels quals relacionats amb Solidaritat i que van ser arrestats els anys anteriors. Després de l'amnistia del 30 de setembre, Wałęsa va crear la primera entitat pública i legal de Solidaritat, des de la declaració de la llei marcial: el Consell temporal de NSZZ Solidarność (Tymczasowa Rada NSZZ Solidarność)—amb Bogdan Borusewicz, Zbigniew Bujak, Władysław Frasyniuk, Tadeusz Jedynak, Bogdan Lis, Janusz Pałubicki i Józef Pinior. Poc després, el nou Consell va ser admès en la Confederació Internacional d'Organitzacions Sindicals Lliures. Moltes seccions locals de Solidaritat van revelar la seva cobertura a tot Polònia i, el 25 d'octubre de 1987, es va crear el Comitè Executiu Nacional de NSZZ Solidarność (Krajowa Komisja Wykonawcza NSZZ Solidarność). No obstant això, els membres de Solidaritat i els activistes van continuar sent perseguits i discriminats, encara que en menys freqüència, durant els inicis de la dècada de 1980. A finals dels 80s, el distanciament entre entre la facció de Wałęsa i l'organització més radical Lluitant per Solidaritat va augmentar, ja que els primers volien negociar amb el govern, mentre que els últims planejaven una revolució anticomunista.
El 1988, l'economia de Polònia travessava el seu pitjor moment des dels últims vuit anys. Les sancions internacionals, combinades amb la falta de voluntat del govern per a introduir reformes van intensificar els problemes anteriors L'economia planificada ineficientment dirigida pel govern malgastava mà d'obra i recursos en produir productes deficients per als quals hi havia poca demanda. Les exportacions poloneses eren molt baixes, tant a causa de les sancions com pel fet que els seus productes no eren atractius a l'exterior. Es van incrementar el deute extern i la inflació. No hi havia fons per a modernitzar fàbriques i el promès socialisme de mercat es materialitzava en una economia d'escassetat, caracteritzada per llargues cues i prestatges buits. Les reformes posades en marxa per Jaruzelski i Mieczysław Rakowski van ser molt poques i van arribar molt tard, especialment perquè els canvis en la Unió Soviètica havien reforçat l'expectativa popular que el canvi havia d'arribar i els soviètics van abandonar els seus esforços per a sostenir un règim fallit a Polònia.
El febrer de 1988, el govern va augmentar els preus dels aliments en un 40%. El 21 d”abril, una nova onada de vagues va sacsejar el país. El 2 de maig, els treballadors de la drassana de Gdańsk van iniciar una vaga. Aquesta vaga va ser interrompuda pel govern entre el 5 i el 10 de maig, però només temporalment. El 15 d'agost, va tenir lloc una nova vaga a la mina del Manifest de juliol Jastrzębie Zdrój. El 20 d'agost, la vaga ja s'havia expandit fins a moltes altres mines i el 22 d'agost la drassana de Gdansk es s”hi va unir. El govern comunista polonès va decidir, llavors, negociar.
El 26 d'agost, Czesław Kiszczak, el ministre de l'Interior, va declarar a la televisió que el govern estava disposat a negociar, i quatre dies després es va reunir amb Wałęsa. Les vagues van acabar l'endemà i el 30 d'octubre, durant un debat televisat entre Wałęsa i Alfred Miodowicz (líder del sindicat pro-governamental, de l'Acord Polonès de Sindicats), Wałęsa va endur-se una victòria en relacions públiques.
El 18 de desembre, uns cent membres van formar el Comitè de ciutadans (Komitet Obywatelski) a l'interior de Solidaritat. Comprenia diverses seccions, cadascuna responsable de presentar un aspecte específic de les demandes de l'oposició al govern. Wałęsa i la majoria dels líders de Solidaritat van donar suport a la negociació, mentre que només una minoria volia una revolució anticomunista. Sota el lideratge de Wałęsa, Solidaritat va decidir tractar de trobar una solució pacífica i la facció pro-violència mai va aconseguir cap poder substancial ni va prendre cap acció.
El 27 de gener de 1989, en una reunió entre Wałęsa i Kiszczak, es va redactar una llista dels membres dels equips negociadors principals. La conferència que va començar el 6 de febrer seria coneguda com a Les Negociacions de laTaula Rodona. Els 56 participants van incloure a 20 de la S, 6 de OPZZ, 14 del PZPR, 14 autoritats independents i dos sacerdots. Les Converses de la Taula Rodona van tenir lloc a Varsòvia del 6 de febrer al 4 d'abril de 1989. Els comunistes liderats pel general Jaruzelski, esperaven cooptar els líders prominents de l'oposició al grup governant sense fer canvis importants en l'estructura del poder polític. Solidaritat, si bé esperançada, no anticipava grans canvis. De fet, les converses alterarien radicalment la forma de la societat i del govern polonès.
El 17 d'abril de 1989, Solidaritat va ser legalitzada i els seus membres aviat van arribar a sumar un milió i mig. Es va concedir permís al Comitè de ciutadans de Solidaritat (Komitet Obywatelski "Solidarność") per a presentar candidats en les pròximes eleccions. La llei electoral va permetre a Solidaritat posar candidats només al 35% dels seients del Sejm, però no existien restriccions respecte als candidats per al Senat. L'agitació i la propaganda van continuar legalment fins al dia de l'elecció. Malgrat els seus escassos recursos, Solidaritat se les va enginyar per a realitzar una campanya electoral. El 8 de maig, el primer número del nou diari a favor de -Solidaritat, la Gazeta Wyborcza va ser publicat. Al llarg de tot el país van aparèixer pòsters de Wałęsa donant suport a diversos candidats.
Els sondejos previs a l'elecció havien anticipat una victòria per als comunistes. Per això, la derrota del Partit Obrer Unificat Polonès i els seus partits satèl·lits van caure com a sorpresa de tots els involucrats: després de la primera ronda d'eleccions, es va fer evident que Solidaritat havia sortit extremadament bé, obtenint 160 dels 161 seients del Sejm i 92 dels 100 seients del Senat. Després d'una segona ronda, van obtenir tots els seients del Sjm, 161, i 99 del Senat. Aquestes eleccions, en què els candidats anticomunistes van aconseguir una victòria aclaparadora, va inaugurar una sèrie de revolucions anticomunistes pacífiques dins l'Europa Central i Oriental que finalment van culminar amb la caiguda del comunisme. El nou Contracte Sejm, nomenat per l'acord que havien aconseguit el partit comunista i el moviment Solidaritat durant les Negociacions de la Taula Rodona, seria dominat per Solidaritat. Com estava acordat prèviament, Wojciech Jaruzelski fou elegit president. No obstant això, el candidat comunista per a primer ministre, Czesław Kiszczak, que reemplaçava a Mieczysław Rakowski, no va poder obtenir suficient suport per a formar un govern.
El 23 de juny, es va formar un Club parlamentari de ciutadans de Solidaritat (Obywatelski Klub Parlamentarny Solidarność), liderat per Bronisław Geremek. Van formar una coalició amb dos partits ex-satèl·lits del PZPR—*ZSL i l'SD—que havia triat rebel·lar-se contra el PZPR, que es va trobar a si mateix en minoria. El 24 d'agost, el Sejm va triar a Tadeusz Mazowiecki, un representant de Solidaritat, per a ser Primer Ministre de Polònia. No només era el primer Primer Ministre polonès no comunista des de 1945, sinó que també es va convertir en el primer ministre no comunista a Europa de l'Est durant gairebé 40 anys. En el seu discurs, va parlar sobre la línia gruixuda (Gruba kreska) que separaria al seu govern del passat comunista. Cap a finals d'agost de 1989, s'havia format un govern de coalició liderat per Solidaritat.

## Partit i Sindicat (del 1989 a l'actualitat)
La caiguda del règim comunista va marcar un nou capítol a la història de Polònia i de Solidaritat. Un cop derrocat el govern comunista, Solidaritat va trobar en ell mateix un paper amb el qual no estava massa preparat: el d'un partit polític, i aviat va començar a perdre popularitat. Es van intensificar els conflictes entre les faccions de Solidaritat. Walesa fou elegit president de Solidaritat, però el recolzament cap a ell començava a disminuir. Un dels seus principals oponents, Władysław Frasyniuk, es va retirar després de les eleccions. El setembre de 1990, Walesa va declarar que Gazeta Wyborcza no havia tingut el dret d'usar el logo de Solidaritat.
A finals d'aquell mes, Walesa va anunciar el seu intent de ser el president de Polònia. El desembre de 1990, fou elegit president. Va dimitir de Solidaritat i va esdevenir el primer president de Polònia elegit per votació popular.
L'any següent, el febrer de 1991, Marian Krzaklewski fou elegit líder de Solidaritat. La visió del president Walesa i la del líder de Solidaritat eren diferents. Lluny de recolzar Walesa, Solidaritat va començar a criticar el govern, i va decidir crear el seu propi partit polític per les eleccions parlamentàries del 1991. Aquestes es van caracteritzar per la gran quantitat de partit polítics, molts d'ells reivindicant el llegat de l'anticomunisme. Solidaritat va aconseguir només el 5% dels vots.
El gener de 1992, Solidaritat va declarar la seva primera vaga en contra del govern que fou elegit: una hora de vaga en contra del l'augment del preu de les energies. Una altra vaga de dues hores va tenir lloc el 14 de desembre. El 19 de maig de 1993, van proposar una moció de censura (que va tenir lloc) en contra del govern del Primer Ministre Hanna Suchocka. El president Walesa va rebutjar acceptar la dimissió del Primer Ministre i va fer fora el parlament.
Fou dins el resultat de les eleccions parlamentàries del 1993 que era evident el suport de Solidaritat s”havia erosionat durant els últims tres anys. Tot i que alguns diputats de Solidaritat desitjaven assumir una postura més d'esquerres i distanciar-se del govern de dretes, Solidaritat va quedar identificat amb aquest últim. Per això, el partit va sofrir la desil·lusió creixent de la població, mentre la transició d'un partit comunista a un sistema capitalista va fallar per generar riquesa instantània i l”augment del nivell de vida d'aquells del bloc de l'oest, i la teràpia de xoc per part del govern quant a les finances (el Balcerowicz Plan) va generar molta oposició. A les eleccions, Solidaritat va rebre només el 4.9% dels vots, 0.1% menys que el 5% requerit per tal d'entrar al parlament (Solidaritat encara va tenir 9 senadors, 2 menys que al Senat anterior). El partit triomfador fou el d'Aliança Democràtica de la Dreta (Sojusz Lewicy Demokratycznej or SLD), un partit post-comunista de dretes. Solidaritat va unir forces amb els seus antics enemics, l'Aliança de Sindicats de tot Polònia (OPZZ) i per aquest motiu, es van organitzar algunes protestes per part d'ambdós sindicats. L'any següent, Solidaritat va organitzar diverses vagues en el sector miner de tot l'estat. El 1995, una manifestació davant del Parlament Polonès va ser interrompuda per la policia (ara coneguda com a Policja) usant porres i canons d'aigua. Això no obstant, Solidaritat va decidir recolzar Walesa en les eleccions presidencials del 1995.
En una segona derrota important de l'ala dreta de Polònia, les eleccions foren guanyades pel candidat d'SLD, Aleksander Kwaśniewski, que va rebre el 51,72% dels vots. Tot i que Solidaritat va exigir noves eleccions, aquest reclam fou ignorat, i Sejm va aconseguir aprovar una resolució que condemnava la llei marcial de 1981 (tot i que SLD hi votés en contra). Mentrestant, el sindicat OPZZ de l'ala dreta havia adquirit 2,5 milions de membres, el doble que el Solidaritat (amb 1,3 milions).
El juny de 1996, Acció Electoral de Solidaritat (Akcja Wyborcza Solidarność) va fundar com a resultat d'una col·lisió, aproximadament 30 partits d'unió liberal, conservadors i de forces democràtiques cristianes. Com que els seguidors van començar a perdre interès amb SLD i els seus aliats, AWS va sortir victoriós en les eleccions del parlament de 1997. Jerzy Buzek va esdevenir nou Primer Ministre.
No obstant això, a causa de les controvèrises per les reformes, el 1999 Polònia va entrar a l”OTAN, i es va adherir a la Unió Europea, juntament amb les lluites d'AWS i els seus aliats polítics (la Unió Liberal —Unia Wolności) i la seva lluita interna, així com la corrupció, que va acabar amb la pèrdua de molt suport públic. El líder d'AWS, Marian Krzaklewski va perdre les eleccions presidencials del 2000, i el 2001, a les parlamentàries, no va aconseguir ni un diputat. Després del fracàs, fou reemplaçat per Janusz Śniadek (el 2002) i el sindicat va decidir apartar-lo de la política. El 2006, Solidaritat tenia 1,5 milions de membres, convertint-lo en el més gran de Polònia. El plantejament de Solidaritat declara que basats en les activitats ètiques cristianes i en els ensenyaments catòlics socials, treballen per protegir els interessos dels treballadors i per aconseguir les seves aspiracions materials, socials i culturals. El Centre de Solidaritat Europea, un museu i una biblioteca dedicats a la història de Solidaritat i altres moviments al Bloc de l'Est, van obrir les portes el 31 d'agost de 2014.